# Front za linią frontu
Front za linią frontu (ros. Фронт за линией фронта) – radziecki film wojenny z 1977 roku w reżyserii Igora Gostiewa powstały na motywach powieści Siemiona Cwiguna My wierniomsia (ros. Мы вернёмся!). Film jest kontynuacją partyzanckiej epopei Rozerwany pierścień.

## Obsada
- Wiaczesław Tichonow jako Iwan Młyński
- Igor Ledogorow jako Afanasjew-Reisner
- Oleg Żakow jako dziadek Matwiej
- Iwan Łapikow jako Jerofieicz
- Jewgienij Matwiejew jako sekretarz komitetu obwodowego
- Galina Polskich jako sanitariuszka Zina
- Waleria Zakłunnaja jako lekarka Irina Pietrowna
- Jewgienij Szutow jako Ochrim Szmil

## Nagrody
- 1978: Wielka Nagroda Rady Ministrów Armeńskiej SRR na Wszechzwiązkowym Festiwalu Filmowym (WFF) w Erywaniu[1]